# Septuaginta
Septuaginta (lat. „sedamdeset“; kratica: LXX)  prijevod je Svetog pisma (Starog zavjeta) s hebrejskog na grčki jezik nastao od 3. do 1. st. pr. Kr. u Aleksandriji.

### Podrijetlo imena
Na latinskom jeziku “septuaginta interpretum versio” prijevod sedamdesetorice, (odatle i kratica LXX), ili na grčkom jeziku « ἡ μετάφρασις τῶν ἑβδομήκοντα, " prijevod sedamdeset dvojice prevoditelja (prema Pseudo-Aristeju).

### Podrijetlo prema tradiciji
Nastanak prijevoda prožet je legendom. Pseudo-Aristej, dvoranin i prijatelj egipatskog kralja Ptolomeja II., Filadelfa (285. – 247. pr. Kr.), pripovijeda u pismu svome bratu Filokratu kako je kralj Filadelf u Aleksandriji podigao knjižnicu. Na nagovor Demetrija Falerija predstojnika knjižnice htio je svoju knjižnicu obogatit i svetim židovskim knjigama prevedenim na grčki. Da bi stekao naklonost Židova, pusti na slobodu židovske robove koje je zarobio njegov otac Ptolemej I. Pošalje Eleazaru, velikom svećeniku poslanstvo s bogatim darovima da prikaže svoju pobožnost i zahvalnost najvišem Bogu, kome duguje blagostanje u svojem kraljevstvu i moli da mu pošalje muževe, razborite i vješte hebrejskome i grčkome jeziku, kako bi preveli Zakon (Tora, Petoknjižje) na grčki. Eleazar udovolji molbi i pošalje 72 učena muža (6 iz svakoga od 12 izraelskih plemena). Kralj ih svečano primi u Aleksandriji. Priredi im svečane bankete kroz 7 dana te je mogao sa svakim porazgovarati. Zatim ih smjesti u samotno mjesto na otoku Farosu kod Aleksandrije. Oni su svoj posao završili u 72 dana. Kad je njihov prijevod bio gotov, pročitan je narodu i svi su u jedan glas povikali da je prijevod vjeran. Prema okruglom broju 70 (broj označava narode svijeta) taj je prijevod prozvan prijevodom Sedamdesetorice (LXX).
Legenda je kasnije proširila fabulu da su preveli cijelo Sveto pismo. Prevodioci su prevodili svaki za sebe (sv. Justin) ili po dvojica u jednoj ćeliji (sv. Epifanije) i da su im se prijevodi potpuno slagali. Ovaj izvještaj držali su mnogi za povijesno istinit kao Filon Aleksandrijski i Josip Flavije te kršćanski pisci Klement Aleksandrijski, Ćiril Jeruzalemski. Sveti Jeronim ispočetka je držao da je izvještaj istinit, ali je kasnije posumnjao u povijesnost izvještaja.

### Podrijetlo prema povijesno-kritičkoj metodi
Danas na temelju povijesno-kritičke metode znamo da je Pseudo-Aristejevo pismo legenda, da je djelo nekog Židova, da je napisano u 2. stoljeću pr. Kr. 
Jezgra je istinita. Ptolomej I. 312. odvodi u Egipat brojne Židove i nastani ih u Aleksandriji. Među Židovima imao je hrabre i lojalne saveznike te im je dopustio da se nastane u jednoj gradskoj četvrti «delti» (ime dobiveno po odliku grčkog slova «Δ») i daje im građanska prava. 
U Isusovo vrijeme dvije petine građana bili su Židovi. Bili su privrženi helenskoj kulturi i civilizaciji, ali su bili vjerni poslužitelji Zakona (Tora) i religioznih običaja svoga naroda, što je budilo znatiželju i poštovanje Grka. Židovi su u Aleksandriji govorili grčkim jezikom. Zaboravili su hebrejski. Osjetila se stoga potreba da se Zakon i ostale knjige prevedu u svrhu liturgijskog čitanja. Bilo je to u vrijeme Ptolomeja II. Filadelfa sredinom 3. st. pr. Kr. Najprije je preveden Zakon, a ubrzo i ostale knjige. Oko 130 godine pr. Kr. (proslov Sirahov) prevedeni su već Zakon, Proroci i većim dijelom Spisi. Oko 100. godine pr. Kr. bile su prevedene sve knjige.

### Autoritet prijevoda

#### U židovstvu
Septuaginta je prvi i potpuni prijevod Svetog pisma. Uz sve poteškoće prevođenja u bitnosti vjerno i točno iznosi vjersku i ćudorednu nauku Svetog pisma. Kod Židova helenista smatrao se autentičnim izvorom Biblije. O tome svjedoči i Filon: “prevodioci proricahu, kao da je Bog zaposjeo njihov duh, svi su istim riječima i izričajima govorili kao da je svaki bio pod diktatom nevidljivog nadahnitelja” (Filon, De vita Mosis II., 37). Postojao je blagdan na spomen postanka Septuaginte i slavio se 8. tabeta (oko 21. prosinca), kako izvještava Filon. Kasnije zbog krize židovstva izazvane Rimom i pojavom kršćanstva, pod utjecajem farizejizma poslije sabora u Jamniji Sinagoga zabacuje grčki prijevod i literaturu te nameče jedino hebrejski tekst kao mjerodavan.

#### U kršćanstvu
Prijevod Septuaginte smatrao se kao ostvareno proroštvo Noino: Jafet može prebivati pod šatorima Šemovim (Post 9, 27), postati dionikom blagoslova, dobara, povlastica i milosti spasenja.
Septuaginta postaje «Pismo» apostolske Crkve i kršćanske Crkve do 7. st. Novozavjetni pisci redovito navode Bibliju prema prijevodu LXX. Crkva u prvim vremenima Septuagintu smatra svojim službenim tekstom, gotovo svi grčki oci služe se Septuagintom u svojim djelima i u svojim govorima. Na temelju Septuaginte gradi se kršćanska teologija i crkveni rječnik istočne Crkve. Zapadna Crkva do sv. Jeronima ima prijevod na temelju Septuaginte.

#### Svjedoci Septuaginte
U svjedoke se ubrajaju: 
- Papirusi: Papirus Rolands iz 2. st. poslije Krista, Chester Beatty papirus iz 2. do 4. st.poslije Krista.
- Kodeksi: Vatikanski, Sinajski, Aleksandrijski.
- Tiskana izdanja: Kompulsko, iz 1517. god., Aldina, tiskana 1522. god., Sixtina, tiskana 1586. god.
- Kritička izdanja: C. von Tischendorf u Leipzigu 1850. godine i A. Rahlfs, Septuaginta 2. sv., Stuttgart 1952.god. (najpoznatije je priručno kritičko izdanje)